# 大分県道219号佐伯弥生線
大分県道219号佐伯弥生線（おおいたけんどう219ごう さいきやよいせん）は、大分県佐伯市を通る一般県道である。

## 概要
佐伯市大字鶴望坂の浦から佐伯市弥生大字大坂本にいたる。国道217号のバイパス道路の役割を果たしている。

### 路線データ
- 起点：大分県佐伯市大字鶴望坂の浦（国道217号交点）
- 終点：大分県佐伯市弥生大字大坂本（弥生町植松交差点、国道10号交点）
- 陸上距離：約8 km

## 路線状況

### 重複区間
- 国道217号（佐伯市鶴岡町）
- 大分県道36号佐伯津久見線（佐伯市鶴岡町 - 佐伯市門前）

## 地理

### 通過する自治体
- 佐伯市

### 交差する道路
| 交差する道路                                                 | 交差する場所   | 交差する場所            |
| ------------------------------------------------------------ | -------------- | ----------------------- |
| 国道217号                                                    | 大字鶴望坂の浦 | 起点                    |
| 国道217号 重複区間起点                                       | 鶴岡町         |                         |
| 国道217号 重複区間終点 大分県道36号佐伯津久見線 重複区間起点 | 鶴岡町         |                         |
| 国道217号 / バイパス                                         | 鶴岡西町       |                         |
| E10 東九州自動車道                                           | 大字上岡門前   | 18 佐伯IC               |
| 大分県道36号佐伯津久見線 重複区間終点                        | 門前           |                         |
| 国道10号                                                     | 弥生大字大坂本 | 弥生町植松交差点 / 終点 |

### 交差する鉄道
- 日豊本線

### 沿線
- コスモタウンフリーモール佐伯